# Сокуров, Георгий Петрович
Георгий Петрович Сокуров (9 декабря 1900 года, с. Большая Соснова, Оханский уезд, Пермская губерния — 15 октября 1971 года, Новосибирск) — советский военный деятель, генерал-майор (20 апреля 1945 года).

## Начальная биография
Георгий Петрович Сокуров родился 9 декабря 1900 года в селе Большая Соснова Оханского уезда Пермской губернии.

## Военная служба

### Гражданская война
7 февраля 1919 года призван в ряды РККА и направлен в 1-ю роту батальона связи (30-я стрелковая дивизия), в составе которого принимал участие в боевых действиях на Восточном фронте против войск под командованием адмирала А. В. Колчака в районе Оханска и на реке Килия, а также в ходе Пермской, Петропавловской, Омской, Новониколаевской и Красноярской операций и в боях на иркутском направлении. В мае 1920 года назначен на должность политрука этой же роты связи. Осенью 30-я стрелковая дивизия передислоцирована на Южный фронт, после чего принимала участие в боях против войск под командованием генерала П. Н. Врангеля в районе Павлограда и Феодосии, а также против вооружённых формирований под руководством Н. И. Махно у Мелитополя.

### Межвоенное время
В июле 1921 года Г. П. Сокуров направлен на учёбу на политические курсы при ЦК ВП(б) Украины в Харькове, после окончания которых с сентября служил политруком в составе 78-й отдельной телеграфно-строительной роты (отдельный телеграфный батальон, Харьковский военный округ), а в декабре 1922 года — политбойцом в команде связи 17-го кавалерийского полка (3-я кавалерийская дивизия).
В ноябре 1923 года переведён в 80-ю стрелковую дивизию (Украинский военный округ) и назначен на должность политрука роты в составе батальона связи, а в марте 1924 года — на должность политрука роты в составе 38-го стрелкового полка. В сентябре 1925 года Г. П. Сокуров направлен на учёбу на повторные курсы среднего комсостава при Киевской пехотной школе, после окончания которых в августе 1926 года вернулся в 38-й стрелковый полк, в котором служил командиром роты и врид военкома полка. В ноябре 1929 года направлен на учёбу на курсы «Выстрел», по окончании которых в мае 1930 года вновь вернулся 38-й стрелковый полк, в составе которого служил командиром роты и начальником полковой школы.
В декабре 1931 года назначен на должность начальника 1-го отделения Управления начальника работ № 28 в Киеве, а в марте 1934 года — на должность помощника командира по строевой части 70-го стрелкового полка (24-я стрелковая дивизия), дислоцированного в Виннице.
В мае 1934 года направлен на учёбу в Военную академию имени М. В. Фрунзе, после окончания которой с декабря 1937 года служил в Тамбовском краснознамённом пехотном училище на должностях старшего преподавателя, командира батальона курсантов и помощника начальника училища по учебно-строевой части.
В ноябре 1939 года майор Г. П. Сокуров назначен на должность помощника начальника Винницкого стрелково-пулемётного училища по учебно-строевой части, а в сентябре 1940 года — на должность начальника Виленского пехотного училища (Прибалтийский Особый военный округ).

### Великая Отечественная война
С началом войны Виленское пехотное училище выступило из военный лагерей в районе ст. Свенцяны на оборону Вильно, однако после оставления города с 4 июля 1941 года личный состав училища отходил через Ошмяны, Сморгонь по направлению на Молодечно и далее на восток и север. В районе Вилейки училище вошло в связь с одной из стрелковых дивизий, после чего продолжило отступать на Бегомль и далее на Лепель, где вошло в подчинение командира Лепельской группы войск под командованием генерал-майора Б. Р. Терпиловского. 8 июля 1941 года Г. П. Сокуров получил приказ сняться с фронта и передислоцировать училище по железной дороге в Сталинск (Новосибирская область).
В конце августа 1941 года полковник Г. П. Сокуров назначен на должность командира 382-й стрелковой дивизии, формировавшейся в Канске (Сибирский военный округ). В ноябре по завершении формирования дивизия была передислоцирована через Вологду, Тихвин, Будогощь на ст. Большие Дворы, где 5 января 1942 года включена в состав 2-й ударной армии, после чего принимала участие в боевых действиях в районе Спасская Полисть в ходе Любанской наступательной операции. 21 марта 1942 года освобождён от занимаемой должности и назначен заместителем командира 259-й стрелковой дивизии. 17 апреля полковник Г. П. Сокуров как представитель Военного Совета 2-й ударной армии был командирован для проверки и налаживания учебного процесса на армейские курсы младших лейтенантов армии на станции Бурга, а с 3 мая исполнял должность начальника этих же курсов.
15 июля 1942 года назначен на должность командира 23-й отдельной стрелковой бригады, однако 24 сентября в районе Гайтолово был тяжело ранен, после чего лечился в госпитале. По излечении в январе 1943 года назначен на должность командира 23-й запасной стрелковой бригады в составе Сибирского военного округа, 5 сентября — на должность заместителя начальника штаба этого же округа в Новосибирске, а в ноябре того же года — на должность начальника 1-го Омского пехотного училища имени М. В. Фрунзе.

### Послевоенная карьера

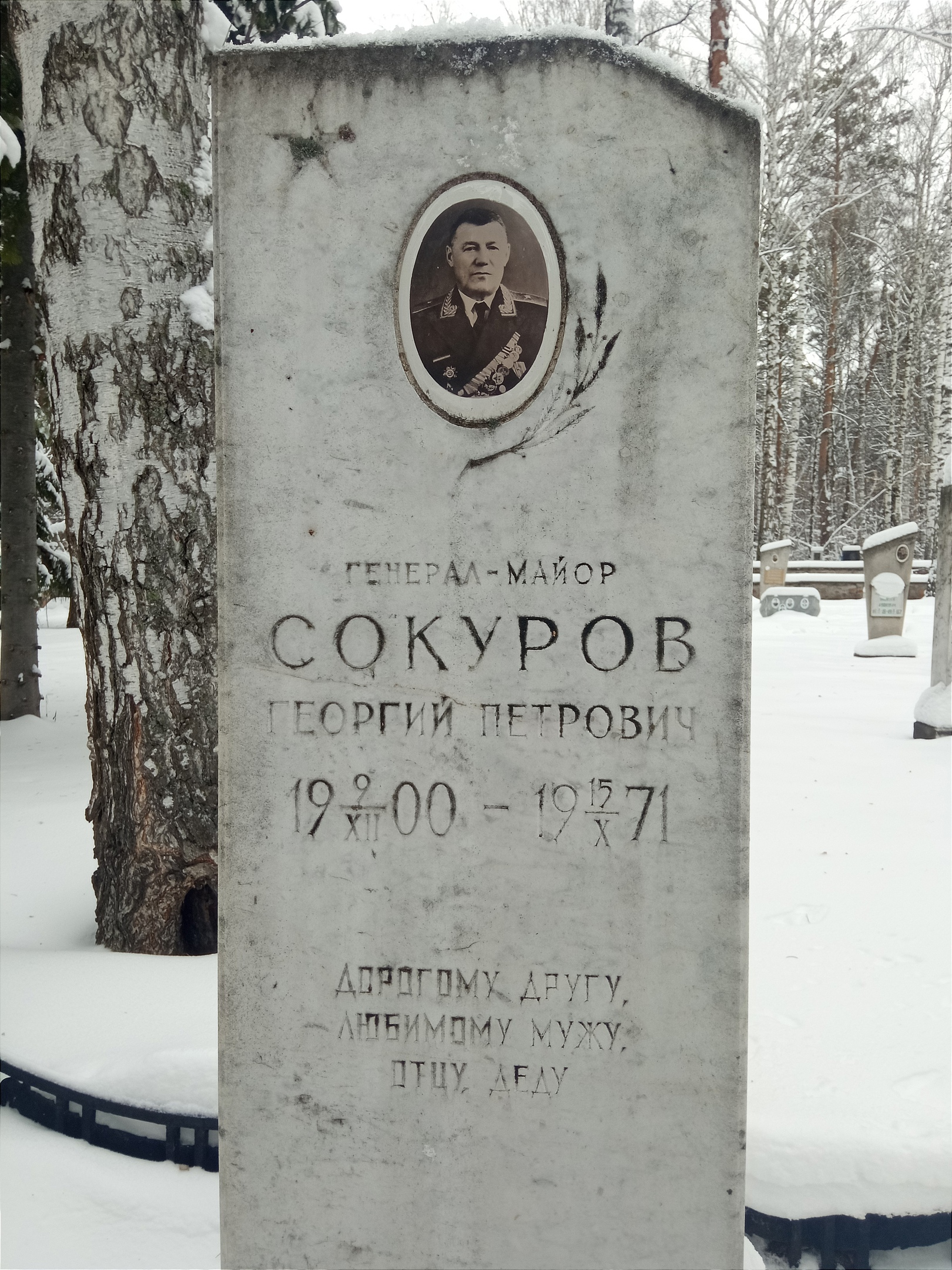
Могила на Заельцовском кладбище г. Новосибирска

После окончания войны находился на прежней должности.
В мае 1951 года назначен на должность помощника командующего войсками Западно-Сибирского военного округа по вузам. В период с февраля 1955 по май 1956 года находился в спецкомандировке в КНР, находясь на должности старшего военного советника начальника Управления вузов НОАК.
Генерал-майор Георгий Петрович Сокуров 6 сентября 1956 года вышел в запас. Умер 15 октября 1971 года в Новосибирске. Похоронен на Заельцовском кладбище.

## Награды
- Орден Ленина (21.02.1945);
- Три ордена Красного Знамени (20.06.1943, 03.11.1944, 20.06.1949);
- Орден Отечественной войны 1 степени (10.11.1944);
- Медали.